# ناهنجاری بر-گذر
ناهنجاری برگذر، اختلافی بین مدل‌های علمی فعلی و افزایش واقعی سرعت ( یعنی افزایش انرژی جنبشی ) مشاهده شده در طول پرواز کناری فضاپیمایی از کنار سیاره‌ای (معمولاً از کنار زمین) است. در بسیاری از موارد دیده شده که فضاپیماها نسبت به پیش‌بینی دانشمندان سرعت بیشتری کسب می‌کنند، اما تاکنون هیچ توضیح قانع‌کننده‌ای برای این موضوع به دست نیامده است. این ناهنجاری به صورت تغییر در داپلر باند S و باند X و تله‌متری مسافت‌سنجی مشاهده شده است. بزرگترین اختلاف مشاهده شده در طول پرواز کناری، ناچیز و برابر ۱۳.۴۶ میلی‌متر بر ثانیه است. 